# مايك هاجر
مايك هاجر هو سياسي أمريكي، ولد في 5 نوفمبر 1962. نشط حزبياً في الحزب الجمهوري. وقد انتخب عضو مجلس نواب كارولينا الشمالية ‏.